# Jünnani dió
A jünnani dió (Juglans sigillata) a diófák (Juglans) nemzetségébe tartozó faj. Kínában „vasdióként” is emlegetik.

## Előfordulása
Főleg a kínai Jünnan tartományban honos, de megtalálható Guizhou, Szecsuan és Tibet területén is, valamint Bhutánban és az indiai Szikkimben. Természetes élőhelye az 1300-3000 méter magas hegyi lejtők és völgyek.

## Leírása
Maximum 25 méter magas fa.
Páratlanul összetett levelei 15–50 cm hosszúak. A levélkék száma 9 vagy 11(-15).